# Ann-Marie Högberg
Ann-Marie Margareta Högberg, född Andén 3 juli 1949 i Annedals församling i Göteborg, är en socialdemokratisk politiker. Hon är (2023) ordförande i kommunfullmäktige i Huddinge kommun. Under perioden 1995-2010 var hon gruppledare för sitt parti. Under mandatperioden 2003–2006 var hon också ordförande i kommunstyrelsen. Innan Ann-Marie blev politiker på heltid arbetade hon som sjuksköterska.